# تتوفو
شهر تتوفو (به مقدونی: Тетово) با جمعیت  ۸۶٫۵۸۰   نفر  در استان پولوگ کشور جمهوری مقدونیه واقع شده‌است.
تتوفو شهری مرزی در شمال غرب کشور مقدونیه است. این شهر به مرز صربستان با مقدونیه نزدیک است.